# 109-я танковая бригада
109-я танковая Вапнярская Краснознамённая ордена Кутузова бригада — танковая бригада РККА времён Великой Отечественной войны. Период боевых действий: с 16 июня 1942 года по 20 ноября 1944 года.

## История
Сформирована в июне 1942 года в г. Воронеж как 109-я танковая бригада. В её состав вошли 309-й, 310-й танковые, мотострелково-пулемётный батальоны, противотанковые, зенитные батареи и другие подразделения..
Боевой путь начала 16 июня 1942 на Брянском фронте в 16-м танковом корпусе, который 20 ноября 1944 года был преобразован в 12-й гвардейский танковый корпус. В составе этого корпуса бригада действовала на разных фронтах до конца войны. В июне — июле 1942 участвовала в оборонительных операции Брянского фронта на воронежском направлении, в августе — ноябре в составе войск 1-й гвардейской армии Сталинградского (затем Донского) фронта вела упорные оборонительные бои под Сталинградом. В ходе окружения вражеской группировки действовала в составе 24-й армии Донского фронта.
В феврале-марте 1943 в составе 2-й танковой армии Центрального фронта участвовала в наступлении на орловско-брянском направлении. Высокую стойкость и отвагу показал личный состав бригады в Курской битве. Обороняясь на направлении главного удара 9-й немецкой армии, части бригады совместно с другими соединениями 16-го танкового корпуса сорвали все попытки врага прорвать оборону советских войск в районе Ольховатки.
С переходом войск фронта в контрнаступление бригада участвовала в Орловской наступательной операции, затем была выведена в резерв Ставки ВГК.
В феврале 1944 года участвовала в Корсунь-Шевченковской наступательной операции, отражая в составе 2-й танковой армии 1-го Украинского фронта удары немецких войск на внешнем фронте окружения.
Успешно действовала бригада в Уманско-Ботошанской наступательной операции 2-го Украинского фронта. Несмотря на бездорожье и весеннюю распутицу, танкисты стремительно продвигались вперёд;
10 марта они одними из первых ворвались в г. Умань 12 марта форсировали р. Южный Буг, 15 марта способствовали освобождению мощного узла обороны немецких войск — станции и г. Вапнярка, за что бригаде присвоено наименование «Вапнярская».
Развивая наступление, бригада форсировала р. Днестр, в конце марта вышла к государственной границе СССР, форсировала р. Прут в районе Фалешты и овладела рядом населённых пунктов на территории Румынии. За отличия в этих боях награждена орденом Красного Знамени (8 апреля). В июле — августе бригада участвовала в Люблин-Брестской наступательной операции, в ходе которой во взаимодействии с другими соединениями 2-й гвардейской танковой армии освободила польский г. Демблин (25 июля), за что была награждена орденом Кутузова 2-й степени (9 августа).
С 12 августа 1944 до конца войны действовала в составе войск 1-го Белорусского фронта (в 8-й гвардейской, 2-й гвардейской танковой, 61-й и снова во 2-й гвардейской танковой армии). «За высокое воинское мастерство, мужество и героизм, проявленные личным составом в боях с немецко-фашистскими захватчиками», преобразована в 48-ю гвардейскую танковую бригаду (1 декабря 1944 года).
Войну закончила как 48-я гвардейская танковая Вапнярско-Варшавская ордена Ленина, Краснознамённая, орденов Суворова и Кутузова бригада.

## Состав
(по штату № 010/345 от 16 февраля 1942 г.):
- Управление бригады
- 309-й отд. танковый батальон
- 310-й отд. танковый батальон
- 109-й мотострелково-пулемётный батальон
- зенитная батарея
- истребительно-противотанковая батарея
- рота технического обеспечения

(05.08.1943 — 20.11.1943 была переформирована по штатам № 010/500-010/506.)
- рота управления
- 1-й отд. танковый батальон (до 15.05.1944 — 309-й отд. танковый батальон)
- 2-й отд. танковый батальон (до 15.05.1944 — 310-й отд. танковый батальон)
- 3-й отд. танковый батальон
- моторизованный батальон автоматчиков
- зенитно-пулемётная рота

## Командиры
- подполковник, с 23 авг. 1942 полковник Архипов, Василий Сергеевич (июнь 1942 — апр. 1943);
- полковник Бабковский, Пётр Дмитриевич (апр. 1943 — апр. 1944);
- подполк. А. М. Базилеев (апр.июнь 1944);
- подполковник Макаров, Василий Иосифович (июнь 1944 — апр. 1945);

## Подчинение
| Вышестоящие воинские части 109-й танковой бригады | Вышестоящие воинские части 109-й танковой бригады | Вышестоящие воинские части 109-й танковой бригады | Вышестоящие воинские части 109-й танковой бригады | Вышестоящие воинские части 109-й танковой бригады |
| Дата                                              | Фронт (округ)                                     | Армия                                             | Корпус                                            |                                                   |
| ------------------------------------------------- | ------------------------------------------------- | ------------------------------------------------- | ------------------------------------------------- | ------------------------------------------------- |
| 01.03.1942 года                                   | Приволжский военный округ                         |                                                   |                                                   |                                                   |
| 01.07.1942 года                                   | Брянский фронт                                    |                                                   | 16-й танковый корпус                              |                                                   |
| 01.09.1942 года                                   | Сталинградский фронт                              | 1-я гвардейская армия                             | 16-й танковый корпус                              |                                                   |
| 01.10.1942 года                                   | Донской фронт                                     | 1-я гвардейская армия                             | 16-й танковый корпус                              |                                                   |
| 01.11.1942 года                                   | Донской фронт                                     |                                                   | 16-й танковый корпус                              |                                                   |
| 01.12.1942 года                                   | Донской фронт                                     | 24-я армия                                        | 16-й танковый корпус                              |                                                   |
| 01.01.1943 года                                   | Приволжский военный округ                         |                                                   | 16-й танковый корпус                              |                                                   |
| 01.02.1943 года                                   | Брянский фронт                                    | 2-я танковая армия                                | 16-й танковый корпус                              |                                                   |
| 01.03.1943 года                                   | Центральный фронт                                 | 2-я танковая армия                                | 16-й танковый корпус                              |                                                   |
| 01.10.1943 года                                   | Резерв Верховного Главнокомандования              | 2-я танковая армия                                | 16-й танковый корпус                              |                                                   |
| 01.02.1944 года                                   | 1-й Украинский фронт                              | 2-я танковая армия                                | 16-й танковый корпус                              |                                                   |
| 01.03.1944 года                                   | 2-й Украинский фронт                              | 2-я танковая армия                                | 16-й танковый корпус                              |                                                   |
| 01.07.1944 года                                   | 1-й Белорусский фронт                             | 2-я танковая армия                                | 16-й танковый корпус                              |                                                   |
| 01.09.1944 года                                   | 1-й Белорусский фронт                             |                                                   | 16-й танковый корпус                              |                                                   |
| 01.10.1944 года                                   | 1-й Белорусский фронт                             | 8-я гвардейская армия                             | 16-й танковый корпус                              |                                                   |

## Отличившиеся воины бригады
В ходе войны свыше 3000 воинов бригады были награждены орденами и медалями, 5 удостоены звания Героя Советского Союза.
- Макаров, Василий Иосифович, гвардии подполковник, командир 48 гвардейской танковой бригады. Погиб в бою 18 апреля 1945 года.
- Чечетко, Николай Карпович, старший лейтенант, командир танковой роты.

## Награды и наименования
| Награда, наименование              | Дата           | За что получена |
| ---------------------------------- | -------------- | --- |
| «Гвардейская»                      | 1.12.1944      | За образцовое выполнение боевых заданий командования на фронте борьбы с немецкими захватчиками и проявленные при этом доблесть и мужество                                           |
| Орден Красного Знамени             | 08.04.1944     | За образцовое выполнение боевых заданий командования на фронте борьбы с немецкими захватчиками при форсировании р. Прут в районе Фалешты и проявленные при этом доблесть и мужество |
| Почётное наименование «Вапнярская» | 15.03.1944     | За освобождение г. Вапнярка |
| орден Кутузова II степени          | 9 августа 1944 | За освобождение Демблина |